# Papyrologie
Die Papyrologie (von griechisch πάπυρος pápyros, dem Namen für die Papyrusstaude bzw. für den daraus hergestellten Beschreibstoff Papyrus, und λόγος  lógos, ‚Wort‘, ‚Lehre‘) ist eine Spezialdisziplin der Klassischen Altertumswissenschaft, hier vor allem der Klassischen Philologie und der Alten Geschichte. Ihr Gegenstand sind vor allem altgriechische, seltener lateinische Texte auf Papyrus, Ostraka, Pergament, Holz-, Wachs- und Bleitäfelchen und ähnlichen Beschreibstoffen aus archäologischen Fundzusammenhängen.
Papyri hingegen, die aus Archiven und Bibliotheken des Mittelalters stammen und somit kontinuierlich überliefert sind, wie die Urkunden aus Ravenna, Papsturkunden auf Papyrus oder merowingerzeitliche Papyrusurkunden und -codices, fallen nicht primär in den Arbeitsbereich der Papyrologie, sondern in die Zuständigkeit anderer Disziplinen wie der Byzantinistik, der lateinischen Paläographie oder der Diplomatik.
Die von der Papyrologie behandelten Texte in griechischer und lateinischer Sprache stammen vorwiegend aus der griechisch-römischen Zeit Ägyptens von etwa 300 v. Chr. bis 700 n. Chr., also aus dem Jahrtausend zwischen der Eroberung des Nillandes durch Alexander den Großen und der Abschaffung der griechischen Verwaltungssprache durch die Araber nach deren Herrschaftsübernahme im Zuge der islamischen Expansion. Sie sind daher als Zeugnisse der antiken Schriftkultur und Sozialgeschichte für Hellenismus, Kaiserzeit und Spätantike von Bedeutung. Papyri, die nicht mit Texten in Altgriechisch oder Latein beschriftet worden sind, fallen dagegen in die Zuständigkeit anderer Disziplinen wie der Ägyptologie, Demotistik, Koptologie, Arabistik, Islamwissenschaft und der Judaistik, mit denen die Papyrologie in interdisziplinärer  Kooperation eng verbunden ist.

## Allgemeines
Papyri wurden überwiegend in Ägypten gefunden, wo die Staude im Nildelta wuchs und seit dem dritten vorchristlichen Jahrtausend zu Beschreibstoff verarbeitet und als solcher verwendet wurde. Papyrus wurde auch in großem Stil in die übrigen Regionen des antiken Mittelmeerraumes exportiert und allgemein als wichtigster Beschreibstoff verwendet, jedoch sind die klimatischen Verhältnisse anderswo ungünstiger für die dauerhafte Erhaltung von Papyrus, sodass die weitaus meisten Papyri, mit denen sich die Papyrologie befasst, aus Ägypten stammen. Zu den wenigen weiteren Herkunftsorten siehe unten.
Vornehmliche Aufgaben des Faches Papyrologie sind die Katalogisierung, Edition, sprachliche und sachliche Kommentierung sowie die Aufbereitung und Erforschung der zumeist griechischen Papyri als historischer Quellen sowie als sprachlicher Zeugnisse und bzw. oder als Textzeugen literarischer Texte und ihrer Überlieferung, ferner die Erforschung der antiken Schriftkultur, also der Praxeologie des Schreibens, Lesens und der Schriftlichkeit. Zu ihrer Bewältigung sind sowohl die umfassende Beherrschung des philologischen Rüstzeugs, wie auch die Vertrautheit mit Methoden und Ergebnissen der althistorischen Forschung sowie zahlreicher weiterer Nachbarfächer erforderlich. Ob sie daher eher als Philologie oder als historische Grundwissenschaft anzusehen sei, ist auch unter Papyrologen je nach Bildungsgang und Interessenschwerpunkten umstritten. In jedem Fall handelt es sich um eine historische Geistes- und Kulturwissenschaft. In der deutschen Hochschulpolitik ist die Papyrologie als Kleines Fach eingestuft.

## Verhältnis zu anderen Wissenschaften
Im Unterschied etwa zur antiken Numismatik und Epigraphik, die als Teildisziplinen der Alten Geschichte organisatorisch an diese angebunden sind, ist die Papyrologie als selbständiges Fach unentbehrliche Grundwissenschaft im Sinne Karl Brandis für eine ganze Reihe anderer Fachgebiete, da sie einen wichtigen Teil von deren Quellengrundlage erschließt und erforscht:
- Die Alte Geschichte, vor allem ihre Teildisziplinen der Wirtschafts- und Sozialgeschichte, kann aus der Analyse von auf Papyrus erhaltenen Dokumenten Rückschlüsse auf das antike Alltagsleben und wirtschaftliche Zusammenhänge (z. B. Preisentwicklungen) bzw. Handels- und Kommunikationswege ziehen, da Papyri zu diesen in der literarischen Überlieferung zumeist vernachlässigten Bereichen wichtige Informationen liefern können.
- Papyri erlauben eine – im Vergleich zu anderen Territorien – sehr detaillierte Rekonstruktion der Herrschafts-, Heeres- und Verwaltungsorganisation des Ptolemäerreiches sowie der Verwaltung der römischen Provinz Aegyptus und ihrer Prinzipien.
- Die Historische Demographie kann aus Papyrusurkunden vergleichsweise zuverlässige Schätzungen zu Bevölkerungsdichte und -veränderungen im antiken Ägypten gewinnen.
- Die antike Rechtsgeschichte analysiert Rechtsurkunden (etwa über Kauf, Pacht, Kreditgeschäfte, Heirats-, Arbeitsverträge usw.) und verfolgt die Entwicklung des Rechtswesens insbesondere in hellenistischer Zeit.
- Die Religionswissenschaft, Theologie und Kirchengeschichte wertet die auf Papyrus erhaltenen frühesten Zeugnisse für den Text des griechischen Alten und Neuen Testaments aus und interpretiert die zahlreichen Papyrusfunde mit frühchristlicher apokrypher oder patristischer Literatur. Papyri werden in der Textkritik des Neuen Testaments mit dem Buchstaben P in Fraktur mit einer hochgestellten Nummer abgekürzt: {\displaystyle {\mathfrak {P}}}n.  Eine Übersicht gibt die Liste der Papyri des Neuen Testaments.
- Die Erforschung der antiken Magie stützt sich in erheblichem Maße auf Papyri als Quellen.
- Die Sprachwissenschaft verfolgt anhand von Papyri das Entstehen der antiken griechischen Volkssprache, der sogenannten Koine, einer Zwischenstufe auf dem Weg vom klassischen Altgriechisch zum Neugriechischen.
- Der Medizingeschichte stellt sie wichtige Quellen für das antike Gesundheitswesen und seine Praxis bereit.
- Die Klassische Philologie erhält zum einen ausschließlich auf Papyrus überlieferte, sonst unbekannte Texte, zum anderen wichtige frühe Textzeugen für die antike Textgeschichte und die Textkritik der durch mittelalterliche Handschriften überlieferten und daher schon bekannten Texte.
- Die Philosophie erhält vor allem durch die verkohlten Papyri aus der Villa dei Papiri bei Herculaneum bisher unbekannte Texte, etwa des Epikur und seiner Schüler oder des Philodemos von Gadara.
- Die Kunstgeschichte und die Archäologie ziehen auf Papyri überlieferte Zeichnungen und Malereien heran.
- Die Ägyptologie, die Koptologie, die Arabistik und die Islamwissenschaft kooperieren mit der Papyrologie vor allem bei der Erforschung der zahlreichen Bilinguen.

Von der Papyrologie ist die Epigraphik abzugrenzen, die sich vorwiegend mit Inschriften auf Stein und Metall befasst, traditionell aber auch Texte auf Schreibtäfelchen behandelt, wie sie etwa von dem Archäologen Robin E. Birley im römischen Vindolanda gefunden wurden. Deren äußerst anspruchsvolle Entzifferung und Edition gelang jedoch erst dem Team um den papyrologisch geschulten Althistoriker Alan K. Bowman und den Papyrologen J. David Thomas.
Papyrologie nutzt die Erkenntnisse der Paläografie, der Lehre von den Buchstabenformen und der Schriftentwicklung und des  Gebrauchs bestimmter Abkürzungen, zur Datierung, ebenso die Erkenntnisse der Kodikologie, die anhand von Eigenschaften der Bindung, Paginierung etc. eine Datierung erlaubt. Da die Mehrzahl der Papyri nicht in Buchschrift, sondern in Kursivschrift geschrieben ist und der Erhaltungszustand oft schlecht und lückenhaft ist, stellt die Entzifferung hohe Anforderungen und erfordert entsprechende Kenntnisse, um die Texte lesen und edieren zu können.
Papyri in ägyptischer Sprache (Hieratisch, Demotisch, Koptisch), auf Hebräisch, Persisch, Arabisch und in anderen Sprachen fallen in den Bereich anderer Disziplinen (z. B. der Ägyptologie).

## Dokumentarische und literarische Papyri
Die Papyrologie unterscheidet wie andere textforschende Disziplinen zwischen dokumentarischen und literarischen Texten. Zu den dokumentarischen Texten, die den weitaus größten Teil der erhaltenen Papyri ausmachen, gehören unter anderem Urkunden, Privat- und Geschäftsbriefe, Verträge, Handelsdokumente, der gesamte Schriftverkehr von und mit Behörden wie behördliche Verfügungen, Eingaben an Behörden (Petitionen) und Steuerquittungen, ferner Verwaltungsakten wie Steuer- und Landlisten. Besonders aufschlussreich sind Papyri, die aufgrund der Fundumstände oder inhaltlicher oder paläographischer Merkmale einem privaten oder öffentlichen Archiv zugeordnet werden können, weil dadurch eine Verdichtung der Information über einzelne Personen, Familien oder Institutionen zustande kommt und sich Entwicklungen oft über längere Zeiträume beobachten lassen. Quellenkundlich werden die dokumentarischen Papyri den Überrestquellen zugewiesen, weil zur Zeit der Entstehung dieser Dokumente niemand an die Weitertradierung dachte und ihre Erhaltung daher mehr oder weniger dem Zufall zu verdanken ist. Sie sind daher unmittelbare und unverfälschte Zeugnisse der Vergangenheit.
Zu den literarischen Papyri und damit zur Tradition zählen alle Exemplare auf Papyrus erhaltener Texte, welche in die direkte Überlieferung eingegangen sind (oder dafür intendiert waren). Es sind Texte, die sich aufgrund ihres allgemeinen Interesses und ihrer literarischen Qualität an ein zeitgenössisches Publikum und eventuell darüber hinaus an die Nachwelt wenden. Diese Texte können ein durch die Intention des Verfassers subjektiv gefärbtes Bild der Vergangenheit vermitteln. Solche Papyri dienten unter Umständen auch als Grundlage für die Abschrift von Kopien und damit der Verbreitung und Textüberlieferung.
Für die historische Auswertung sind daher die Überrestquellen häufig viel aussagekräftiger als literarische Quellen, die in hohem Maße die Lage interpretieren oder zuweilen sogar die Wirklichkeit verschleiern und die manchmal auch später redigiert wurden. Für viele Fragen, insbesondere die nach dem Alltagsleben, der Rechtswirklichkeit und den wirtschaftlichen und  sozialen Verhältnissen sowie der Verwaltungspraxis, sind die dokumentarischen Papyri nahezu die einzigen zur Verfügung stehenden Textquellen.

## Herkunft der Papyri
Der Großteil der Papyri stammt aus Ägypten. Zwischen 332 v. Chr., als Alexander der Große Ägypten eroberte, und 642 n. Chr., als das Land durch islamische Araber eingenommen wurde, war die Amts- und Verkehrssprache in Ägypten überwiegend Altgriechisch. Nur die Papyri in dieser Sprache sowie die (recht wenigen) lateinischen Stücke werden von der Papyrologie behandelt. Die frühesten bislang bekannten griechischen Papyri aus Ägypten sind im frühen 3. Jahrhundert v. Chr. entstanden. Da die Araber einige Jahrzehnte an der herkömmlichen Verwaltung des Nillandes festhielten, wurde Griechisch dort erst 693 als Amtssprache abgeschafft.
Ein kleiner Teil der erhaltenen Papyri stammt aus anderen Bereichen des Römischen Reiches. Bedeutende Papyrusfunde außerhalb Ägyptens sind die Papyri von Herculaneum (wo die Papyri durch die Asche des Vesuvs 79 n. Chr. zwar verkohlt wurden, aber erhalten blieben und dank moderner Technik lesbar gemacht werden können) oder die Papyri aus Dura Europos am Euphrat sowie diejenigen aus dem nabatäischen Petra.

## Edition, Auswertung und Aufbewahrung
Allgemein ausgebildete Altertumswissenschaftler sind im Bereich der Papyrologie kaum in der Lage, mit unedierten Quellen zu arbeiten, da sie nicht über die notwendigen Spezialkenntnisse verfügen. Allenfalls lückenlose Papyri, die in sogenannter Buchschrift verfasst sind, erschließen sich auch den übrigen Forschern. Der Aufarbeitung und Edition der Papyri durch papyrologisch ausgebildete Experten kommt daher besondere Bedeutung zu, da von dieser Spezialdisziplin Forscher unterschiedlichster Fachrichtungen abhängig sind (siehe oben). Der exakten Kenntlichmachung von Lücken, unsicher gelesenen Buchstaben, Ergänzungen, aufgelösten Abkürzungen, Korrekturen oder Tilgungen durch den Schreiber, Korrekturen oder Tilgungen oder durch den Editor dient das Leidener Klammersystem. In der Edition werden die originale Orthographie und sprachliche Besonderheiten beibehalten, die Abweichung von der Normsprache wird aber im Zeilenkommentar erwähnt und nötigenfalls erläutert. Edierte Papyri, Ostraka oder Täfelchen werden zitiert mit P. für Papyrus, O. für Ostraka und T . für Täfelchen, dann der standardisierten Abkürzung der Standardedition, gefolgt von der römischen Ziffer für die Bandzahl und der arabischen Nummer innerhalb der Edition (Beispiel: P. Oxy. XI 1381= Papyrus, ediert in der Standardedition The Oxyrhynchus Papyri. Published by the Egypt Exploration Society in Graeco-Roman Memoirs. London, Bd. 11, Nr. 1381).  Nicht in Standardeditionen edierte Papyri zitiert man nach Bandzahl und Nummer des Sammelbuchs (SB) (Beispiel: SB XII 10929= Papyrus, ediert in Sammelbuch griechischer Urkunden aus Aegypten, Bd. 12, Nr. 10929). Unedierte Papyri werden bezeichnet nach Ort, besitzender Institution (meist abgekürzt) und deren Sigle mit Inventarnummer. Befinden sie sich in Privateigentum, legt der Eigentümer die Zitierweise fest. Für die seit der Editio princeps publizierten Vorschläge zur Textverbesserung sind die inzwischen 13 Bände der Berichtigungsliste der griechischen Papyrusurkunden aus Ägypten (BL) heranzuziehen, da sie nur teilweise in den revidierten Texten der Duke Databank of Documentary Papyri (DDbDP) erfasst sind. Bei der Erfassung und Erschließung des Materials hat das Fach frühzeitig die enormen Möglichkeiten der Digitalisierung erkannt.
Das Institut für Papyrologie der Universität Heidelberg führt unter Leitung von Andrea Jördens das von Dieter Hagedorn initiierte Gesamtverzeichnis aller publizierten griechischen Papyri Ägyptens. Außerdem werden dort weitere unentbehrliche, noch auf Friedrich Preisigke zurückgehende Forschungsinstrumente des Faches bearbeitet:
- die Berichtigungsliste der griechischen Papyrusurkunden aus Ägypten (in Kooperation mit Francisca A. J. Hoogendijk, Papyrologisch Instituut der Universität Leiden), eine systematische Erfassung sämtlicher Berichtigungsvorschläge zur Lesung von Papyrustexten
- das Wörterbuch der griechischen Papyrusurkunden aus Ägypten, die vollständige Erfassung des Wortmaterials und der Belegstellen in den Papyri
- das Sammelbuch der griechischen Papyrusurkunden aus Ägypten, die Erfassung sämtlicher verstreut edierter Papyri in einer Standardedition

Weitere wichtige Hilfsmittel sind die von Roger Bagnall, Direktor des Institute for the Study of the Ancient World der New York University, geleiteten Projekte Papyri.info, das die gezielte Suche nach dokumentarischen Papyri in mehreren einschlägigen Datenbanken ermöglicht. Das ursprünglich selbständige Advanced Papyrological Information System (APIS), das die Bestände wichtiger Sammlungen erschließt, wurde inzwischen integriert. Ebenfalls über Papyri.info ist die von der Association Égyptologique Reine Élisabeth und dem Centre de Papyrologie et d’Épigraphie grecque der Université Libre de Bruxelles herausgegebene Bibliographie Papyrologique abrufbar, die die relevante Literatur erfasst und regelmäßig aktualisiert wird.
An der Universität Leuven ist mit Trismegistos unter Leitung von Mark Depauw ein weiteres Informationsportal etabliert worden, dessen Besonderheit darin besteht, dass es die aufgrund der verschiedenen Sprachen und Textträger bestehenden Grenzen überschreitet und einen besonders weiten zeitlichen Horizont („800 BC - AD 800“) erfasst.

## Geschichte der Papyrologie
Die Geschichte der Papyrologie beginnt nicht erst mit Napoleons I. Ägyptenfeldzug von 1798, sondern bereits 1752 mit der Entdeckung der Villa Ercolanese dei Papiri in der 79 nach Chr. vom Vesuv verschütteten Stadt Herculaneum. Die Restaurierung und Edition der über 800 verkohlten Papyrusrollen, die hier gefunden wurden, dauert seither an. Der erste Band erschien 1793. Bereits 1788 war durch den Dänen Nils Iversen Schow in Rom die erste Publikation von Fellachen in Ägypten gefundener Papyri erfolgt.
Seit dem 19. Jahrhundert wurde neben Zufallsfunden und Raubgrabungen auch von Wissenschaftlern gezielt nach Papyri gegraben, unter anderem bei Memphis und Theben, in Soknopaiu Nesos (Dime) im Fayyum, in Oxyrhynchos, Tebtynis und Hibeh. Immer mehr dokumentarische und literarische Papyri, darunter Reden des Hypereides und die Athenaion Politeia („Der Staat der Athener“) des Aristoteles, kamen ans Licht und wurden publiziert, sodass die Bedeutung der Papyri als Zeugen der Textüberlieferung immer deutlicher wurde. Die Folge war, dass sich immer mehr Klassische Philologen, Althistoriker und Rechtshistoriker ganz oder teilweise der neuen Disziplin der Papyruskunde zuwendeten und sich die Papyrologie schließlich als eigenständiges Fach zu konstituieren vermochte.
1902 wurde zum Zweck des Erwerbs von Papyri von der 1901 vom preußischen Kultusminister Konrad von Studt gegründeten Berliner Papyruskommission (Mitglieder waren Richard Schöne, Hermann Diels, Adolf Erman, Ulrich von Wilamowitz-Möllendorff) das Deutsche Papyruskartell unter Leitung von Otto Rubensohn gegründet, durch das eine Konkurrenz deutscher Sammlungen beim Ankauf vermieden werden sollte. Meilensteine der Forschung waren die 1912 bei Teubner in Leipzig in zwei Bänden (je zwei Halbbände) erschienen Grundzüge und Chrestomathie der Papyrusurkunde von Ulrich Wilcken und Ludwig Mitteis sowie das bei der Società Editrice Internationale 1973 in Florenz erschienene Handbuch La papirologia von Orsolina Montevecchi. Entscheidend für die raschen Fortschritte waren mehrere Faktoren: der auf Theodor Mommsen zurückgehende methodische Grundsatz, „daß die Archive der Vergangenheit geordnet werden“, dass also das Quellenmaterial unabhängig von der aktuellen Beurteilung seines Quellenwertes vollständig zu erfassen, zu edieren und zu kommentieren ist; die organisatorische Arbeit von Friedrich Preisigke, der auf Initiative von Otto Gradenwitz die erforderlichen Nachschlagewerke erstellte (siehe oben); die Erschließung der neuen digitalen Möglichkeiten für die Geisteswissenschaften, bei der das Fach unter Federführung von Dieter Hagedorn an der Universität Heidelberg sowie John F. Oates und William H. Willis an der Duke University Pionierarbeit geleistet hat und weiterhin eine herausragende Rolle spielt; die Interdisziplinarität und die intensive internationale Zusammenarbeit unter der Devise der amicitia papyrologorum (Freundschaft der Papyrologen), die sich seit 1930 alle drei Jahre nahezu vollständig auf ihrem Weltkongress begegnen.

## Bedeutende Papyrologen
Für die Anfänge der Papyrologie als moderner wissenschaftlicher Disziplin stehen die Namen Amedeo Angelo Maria Peyron (1785–1870), der in den zwanziger Jahren des 19. Jahrhunderts als Papyrologe sowie Koptologe tätig war und die erste Edition einer Serie von Papyri vorlegte. Bernard Pyne Grenfell (1869–1926) und Arthur Surridge Hunt (1871–1934), waren die Entdecker und Editoren zahlreicher Papyri, vor allem der Oxyrhynchus Papyri und der Amherst Papyri. Für die Papyrologie der ersten Hälfte des 20. Jahrhunderts waren im deutschsprachigen Raum besonders die Arbeiten von Friedrich Preisigke (1853–1924), Otto Gradenwitz (1860–1935), Ulrich Wilcken (1862–1944), Wilhelm Schubart (1873–1960), Leopold Wenger (1874–1953), dem Restaurator Hugo Ibscher (1874–1943), Walter Otto (1878–1941), Fritz Robert Pringsheim (1882–1967) und Emil Kießling (1896–1985) prägend.
Die grundlegende Einführung La Papirologia, Turin 1973, zuletzt Mailand 1991, stammt von der Italienerin Orsolina Montevecchi. Eine knappere Einführung neueren Datums stammt von Hans-Albert Rupprecht. Zu den wichtigen Papyrologen der zweiten Hälfte des 20. Jahrhunderts zählen ferner etwa die Briten Alan K. Bowman, John R. Rea, Peter J. Parsons, J. David Thomas und Dorothy J. Thompson, der Belgier Jean Bingen, die Deutschen Dieter Hagedorn, Ludwig Koenen, Wolfgang Luppe, Herwig Maehler, Hans Julius Wolff und Friedrich Zucker, der Finne Jaakko Frösén, die Franzosen Jean Gascou, der aus Polen stammende Joseph Mélèze-Modrzejewski und Jean Scherer, die Italiener Tiziano Dorandi, Marcello Gigante, Manfredo Manfredi, die Niederländer Pieter J. Sijpestein und Klaas A. Worp, die Polen Rafał Taubenschlag und Ewa Wipszycka sowie die US-Amerikaner Roger Bagnall, James G. Keenan, Naphtali Lewis und Herbert C. Youtie. Eine Liste der als Editoren von Papyri hervorgetretenen Wissenschaftler findet man auf der Seite Trismegistos (siehe unten).

## Institute und Verbände
In Deutschland gibt es je eine Professur für Papyrologie an den Universitäten Heidelberg (derzeit Andrea Jördens) und Trier (seit 2021 Patrick Reinard). Zudem richteten die Ludwig-Maximilians-Universität München und die Kommission für Alte Geschichte und Epigraphik des Deutschen Archäologischen Instituts 2021 gemeinsam eine neue Juniorprofessur für Papyrologie ein (gemeinsame Berufung nach dem sog. Jülicher Modell). Ferner befassen sich rechtsgeschichtliche Lehrstühle und Institute etwa in Freiburg, Göttingen und München   mit Papyrologie. Am Institut für Altertumskunde der Universität zu Köln existiert seit 1972 die von Reinhold Merkelbach begründete Arbeitsstelle für Papyrologie, Epigraphik und Numismatik der Nordrhein-Westfälischen Akademie unter Leitung des Klassischen Philologen Jürgen Hammerstaedt. Daneben arbeiten Althistorikerinnen und Althistoriker sowie Klassische Philologinnen und Klassische Philologen mit papyrologischem Forschungsinteresse an verschiedenen deutschen Universitäten.
An der Universität Wien (Standort: Österreichische Nationalbibliothek wegen der dort untergebrachten Papyrussammlung, die mit 180.000 Objekten zu den größten der Welt zählt) gibt es einen speziellen Arbeitsbereich für Papyrologie, der vom Altphilologen Hermann Harrauer ins Leben gerufen wurde. 2004 wurde die erste Professur für Papyrologie und Alte Geschichte eingerichtet, die an seinen ersten Diplomanden, Bernhard Palme, vergeben wurde. Papyrologie ist derzeit für Studierende der Alten Geschichte und Altertumskunde in Wien verpflichtend – eine Besonderheit im deutschsprachigen Raum.
Die Liste von Papyrussammlungen gibt Auskunft über bedeutende deutsche und internationale Papyrussammlungen. Berühmt und bedeutend ist die Sammlung der Oxyrhynchus Papyri in Oxford, die über 400.000 Stücke enthält. In den Vereinigten Staaten gibt es nennenswerte Papyrussammlungen an der Universität Michigan und an der Duke University in North Carolina.
Die Association Internationale de Papyrologues (AIP) und die American Society of Papyrologists (ASP) sind internationale Verbände zur Interessenvertretung und Projektförderung auf dem Gebiet der Papyrologie.

### Einführungen
- Rodney Ast: Papyrology: Literary and Documentary. (oxfordbibliographies.com).
- Roger Bagnall: Reading papyri, writing ancient history. Routledge, London u. a. 1995, ISBN 0-415-09376-7.
- Roger Bagnall: Egypt. From Alexander to the Copts. An archaeological and historical guide. British Museum Press, London 2004, ISBN 0-7141-1952-0.
- Roger S. Bagnall, Bruce Frier: The demography of Roman Egypt (= Cambridge Studies in Population, Economy, and Society in past Time. Band 23). Reprinted edition. Cambridge University Press, Cambridge u. a. 1995, ISBN 0-521-46123-5.
- Roger S. Bagnall: The Oxford Handbook of Papyrology (= Oxford Handbooks in Classics and Ancient History Series.). Oxford University Press, Oxford u. a. 2009 ISBN 978-0-19-984369-5
- Alain Delattre, Paul Heilporn: Electronic Resources for Graeco-Roman and Christian Egypt. A Review of the State of the Net (March 2014). In: Bibliotheca orientalis. Band 71, 2014, Kol. 307-331.
- Joachim Hengstl u. a. (Hrsg.): Griechische Papyri aus Ägypten als Zeugnisse des öffentlichen und privaten Lebens. griechisch-deutsch (unserem verehrten Lehrer Prof. Dr. jur. dr. h. c. Hans-Julius Wolff zum 75. Geburtstag am 27. August dargebracht). Heimeran, München 1978.
- Andrea Jördens, Bernd Janowski, Gernot Wilhelm u. a.: Texte aus der Umwelt des Alten Testaments. Neue Folge. 8 Bände, Gütersloher Verlagshaus, Gütersloh 2004 –, ISBN 3-579-05289-6.
  - Band I: Texte zum Rechts- und Wirtschaftsleben. Gütersloh 2004 (darin: Kapitel V 6.1 Der Zolltarif. (zusammen mit I. Kottsieper), S. 280–292; Kapitel VII: Griechische Texte aus Ägypten. S. 313–354).
  - Band II: Staatsverträge, Herrscherinschriften und andere Dokumente zur politischen Geschichte. Gütersloh 2005 (darin: Kapitel VIII Griechische Texte aus Ägypten. S. 369–389).
  - Band III: Briefe. Gütersloh 2006 (darin: Kapitel VIII Griechische Briefe aus Ägypten. S. 399–427).
  - Band IV: Omina, Orakel, Rituale und Beschwörungen. Gütersloh 2008 (darin: Kapitel IV 4.9.1.3–4.9.1.6 Traumaufzeichnungen aus dem Serapeum – die Katochoi. S. 374–377; Kapitel VII Griechische Texte aus Ägypten, S. 417–445).
  - Band V: Texte zur Heilkunde. Gütersloh 2010 (darin: Kapitel V Griechische Texte aus Ägypten, S. 317–350).
  - Band VI: Grab-, Sarg-, Bau- und Votivinschriften. Gütersloh 2011 (darin: Kapitel IX Griechische Texte aus Ägypten. S. 403–436). Band VII: Hymnen, Klagelieder und Gebete. Gütersloh 2013 (darin Kapitel V Griechische Texte aus Ägypten. S. 273–310).
  - Band VIII: Weisheitstexte Mythen und Epen. Gütersloh 2015 (darin Kapitel VII Griechische Texte aus Ägypten. S. 479–518).
- Orsolina Montevecchi: La papirologia. Società Editrice Internationale, Florenz 1973 / Vita e pensiero, bearbeitete Neuauflage, Mailand 1991.
- Peter J. Parsons: Die Stadt des Scharfnasenfisches. Alltagsleben im antiken Ägypten. Aus dem Englischen von Yvonne Badal. Bertelsmann, München 2009, ISBN 978-3-570-00459-3 (zugleich eine gute populäre Einführung in die Arbeitsweise der Papyrologie).
- Hans-Albert Rupprecht: Kleine Einführung in die Papyruskunde. Wissenschaftliche Buchgesellschaft, Darmstadt 1994, ISBN 3-534-04493-2.
- Wilhelm Schubart: Einführung in die Papyruskunde. Weidmann, Berlin 1918.
- Ludwig Mitteis, Ulrich Wilcken: Grundzüge und Chrestomathie der Papyrusurkunde. Band 1–2. Teubner, Leipzig 1912.
- Hans-Julius Wolff: Das Recht der griechischen Papyri A̋gyptens in der Zeit der Ptolemaeer und des Prinzipats. Zweiter Band, Organisation und Kontrolle des privaten Rechtsverkehrs (= Handbuch der Altertumswissenschaft. Band 10/5/2). Beck, München 1978, ISBN 3-406-05192-8.
- Hans-Julius Wolff: Das Recht der griechischen Papyri Ägyptens in der Zeit der Ptolemaeer und des Prinzipats. Erster Band, Bedingungen und Triebkräfte der Rechtsentwicklung (= Handbuch der Altertumswissenschaft. Abteilung 10. / Rechtsgeschichte des Altertums,. Band 5. Teil 1). Beck, München 2002, ISBN 978-3-406-48164-2.

### Zeitschriften/Periodika
Umfangreiches Verzeichnis, auch der gängigen Abkürzungen: library.duke.edu
- Aegyptus. Rivista Italiana di Egittologia e di Papirologia. 1920ff.
- American Studies of Papyrology.
- Analecta Papyrologica. (2005 erschien Band 14/15, 2002/2003)
- Archiv für Papyrusforschung. (2004 erschien Band 50)
- Beiträge zur Alten Geschichte, Papyrologie und Epigraphik. (2006 mit Band 21 erschienen)
- Bulletin of the American Society of Papyrologists. 1963ff.
- Chronique d’Égypte. Brüssel 1925ff.
- Cronache Ercolanesi.
- Papyrologica Coloniensia. (im Jahr 2005 erschien Vol. XXXI)
- Papyrologica Lupiensia. 1991ff.
- Studia papyrologica. Barcelona 1962–1983.
- Studi di Egittologia e di Papirologia. Rivista internazionale. 2004ff.
- The Bulletin of the American Society of Papyrologists. New Haven (Conn.), dann Urbana 1963ff.
- The Journal of Egyptian Archaeology. 1914ff.
- The Journal of Juristic Papyrology. Warschau 1952ff.
- Tyche. Zeitschrift zur Alten Geschichte, Papyrologie und Epigraphik. 1986ff.
- Zeitschrift für Papyrologie und Epigraphik. 1967ff.

### Corpora
Ein detailliertes Verzeichnis der Corpora edierter Papyri, auch mit gängigen Abkürzungen:  library.duke.edu

### Schriftenreihen
Ein detailliertes Verzeichnis der Schriftenreihen, auch mit gängigen Abkürzungen: library.duke.edu

### Ostraka und Täfelchen
Ein detailliertes Verzeichnis der Editionen, auch mit gängigen Abkürzungen: library.duke.edu

### Hilfsmittel
Ein detailliertes Verzeichnis der Hilfsmittel und Nachschlagewerke, auch mit gängigen Abkürzungen: library.duke.edu